# Michal Hába
Michal Hába (* 1986) je český divadelní režisér. Ve svých inscenacích zpracovává levicová témata – sociální nerovnosti, negativa kapitalismu a neoliberalismu. Vytváří díla se silným politickým podtextem. Vychází ze současného německého divadelního diskurzu. Je šéfem nezávislého divadla Lachende Bestien. Spolu se Šimonem Spišákem vedl dnes již zaniklé Divadlo koňa a motora. 